# 101e bataillon de réserve de la police allemande

Le 101e bataillon de réserve de la police allemande (en allemand Reserve-Polizei-Bataillon 101) est une unité de police paramilitaire de l'Ordnungspolizei (Orpo), créée à Hambourg sous le Troisième Reich. Le bataillon est déployé pendant la Seconde Guerre mondiale et activement impliqué dans la Shoah, directement responsable de l'assassinat d'au moins 38 000 Juifs. Il participe également à la déportation d'au moins 45 000 Juifs vers les camps d'extermination,. Il est connu du public dans les années 1990 grâce aux publications de l'historien Christopher Browning et a également été étudié par Daniel Goldhagen et Stefan Kühl (de).

## Histoire

### 101e Bataillon de police de réserve
L'Ordnungspolizei est formée en 1936. Pour soutenir la Wehrmacht en cas de guerre, elle met en place des bataillons de police et y enrôle des réservistes. En 1939, le 101e bataillon est formé à Hambourg.
Lors de l'attaque contre la Pologne en septembre 1939, le bataillon franchit la frontière près d'Opole et avança via Częstochowa jusqu'à Kielce. Il y est employé à capturer des soldats polonais dispersés, collecter du matériel militaire laissé par l'armée polonaise, et garder des camps de prisonniers de guerre.
Le 17 décembre 1939, le bataillon retourne à Hambourg. Il doit rendre 100 policiers professionnels, remplacés par des réservistes d'âge moyen qui reçoivent une formation.
À partir de mai 1940, le bataillon (rebaptisé Reserve-Polizei-Bataillon 101) est déployé dans le Warthegau à Posen et dans ses environs. Il participe à des « campagnes de réinstallation » où la population rurale polonaise est systématiquement expulsée des « régions orientales annexées » par le Reich. Sur 58 628 personnes, 36 972 sont chassées de leur maison et 22 000 s'enfuient. Les violences et assassinats commencent, dont les victimes sont les personnes âgées et les malades. À Poznań, le bataillon fournit des pelotons d'exécution pour l'exécution de 100 à 120 Polonais. Une fois les expulsions terminées, des « actions de pacification » sont menées dans la région, au cours desquelles 750 Polonais sont faits prisonniers.
Du 28 novembre 1940 à mai 1941, le bataillon est déployé pour garder le ghetto de Łódź.
En mai 1941, le bataillon est ramené à Hambourg. Une réorganisation complète a eu lieu jusqu'en juin 1942 : le personnel recruté avant le début de la guerre est déplacé dans d'autres unités et des réservistes nouvellement recrutés arrivent.
D'octobre 1941 à la fin février 1942, le bataillon est impliqué dans de vastes déportations de Juifs de Hambourg. En octobre 1941, 1034 Juifs quittent la ville pour le ghetto de Łódź. Le 8 novembre, 990 Juifs sont déportés à Minsk, puis le 18 novembre 408 Juifs de Hambourg et 500 Juifs de Brême. Le 4 décembre, 808 Juifs sont déportés à Riga.
À partir de juin 1942, le bataillon est de nouveau déployé en Pologne au sein du Gouvernement général et stationné à Zamość, Biłgoraj, Frampol, Tarnogród, Ulanów, Turobin, Wysokie et Zakrzów. Il est d'abord chargé de déporter les Juifs vers des ghettos de transit, vraisemblablement ceux d'Izbica et de Piaski. Des exécutions individuelles ont lieu sur des Juifs malades et âgés.

### III. Bataillon du régiment de police 25

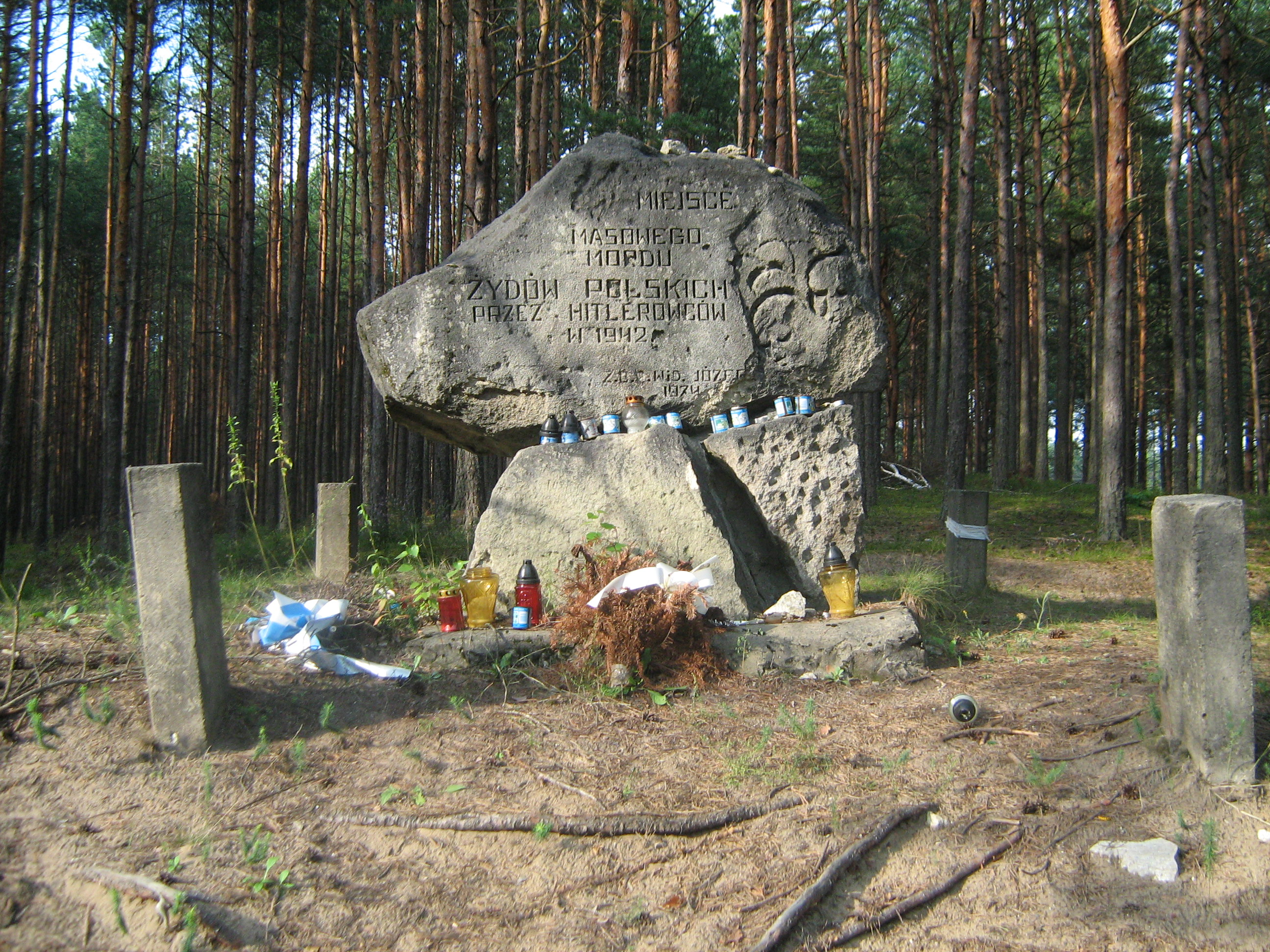
Mémorial dans la forêt de Winiarczykowa Góra près de Józefów, au sud-est de Biłgoraj, commémorant les victimes juives du massacre de 1942 commis par le bataillon 101.

En juillet 1942, dans le cadre d'une restructuration des unités de police, le 101e bataillon de police de réserve  est rebaptisé en IIIe bataillon du régiment de police 25.
Le 13e juillet 1942, le bataillon s'installe à Józefów. Tous les Juifs aptes au travail sont déportés à Lublin, tandis que tous les autres, des femmes, des enfants et des enfants en bas âge, sont abattus dans une forêt voisine (massacre de Józefów (de)). 1500 personnes sont tuées par l'unité de police. La particularité de ce massacre, qui le distingue de tous les autres de l'époque nazie, est la documentation minutieuse du caractère volontaire du meurtre. Le major Trapp s'est présenté devant ses troupes les yeux larmoyants, a expliqué l'ordre, a déclaré qu'il n'aimait pas cela mais que c'était un ordre. Enfin, il a proposé que ceux qui estimaient ne pas pouvoir s'acquitter de cet ordre puissent se signaler et dire ne pas vouloir y participer. Une dizaine d'hommes se sont manifestés, qui n'ont pas participé au massacre et n'ont pas non plus été punis.
Quelques jours plus tard, le bataillon doit de nouveau participer à une action à Aleksandrów. Il reçoit des ordres similaires à ceux de Józefów. Cependant, les Juifs capturés sont relâchés sur ordre du commandant du bataillon.
Le 20 juillet 1942, le bataillon est transféré au nord du district de Lublin, où il est responsable des districts de Puławy, Biała Podlaska et Radzyń. Dès août 1942, l'unité de police de Parczew conduit 300 à 500 Juifs dans une zone forestière et les remet à une unité SS.
Le 17 août, le bataillon est à Łomazy où il assassine 1 700 Juifs, puis 20 à 30 autres les jours suivants.
À Parczew le 19 août, le bataillon fouille le ghetto et déporte 3 000 Juifs vers le centre d'extermination de Treblinka., puis 2000 Juifs restants quelques jours plus tard.
Les 25 et 26 août, le bataillon conduit 11 000 Juifs du ghetto de Międzyrzec à Treblinka. 960 Juifs meurent en ville.
Le 22 septembre, le bataillon est à Serokomla, à neuf kilomètres au nord-ouest de Kock, et exécute 200 à 300 Juifs du village et de ses environs.
Au cours de "représailles" le 26 septembre 1942, 78 Polonais et 3 soi-disant bandits sont abattus à Talcyn. Comme l'ordre exigeait qu'on tue au moins 200 personnes, le bataillon se rend à Kock et tue 180 Juifs du ghetto local.
Dans la dernière semaine de septembre 1942 et début octobre, le bataillon prépare de vastes déportations de Juifs vers les camps d'extermination. Tout d'abord, les Juifs restants de Biała Podlaska sont amenés au ghetto de Międzyrzec, puis ceux de la région de Radzyń, directement de Komarówka Podlaska, Wohyń et Czemierniki également aux ghettos de Międzyrzec et de Łuków.
Également au début d'octobre 1942, le « point de rassemblement » (ghetto) de Końskowola est vidé par le bataillon. Environ 500 à 1000 Juifs sont entassés dans un camp de travail de Lublin, dont 100 meurent lors de la marche. 800 à 1000 autres Juifs sont emmenés dans une zone forestière et y sont assassinés. Au total, l'opération fait 1 100 à 1 600 victimes.
Le 1er octobre 1942, le bataillon évacue le ghetto de Radzyń et déporte 2 000 Juifs vers le camp d'extermination de Treblinka. Un jour plus tard, des unités du bataillon tuent 100 Juifs à Parczew. Les 5 et 8 octobre, 7 000 Juifs sont transférés du ghetto de Łuków à Treblinka. Les 6 et 9 octobre, plusieurs millers de Juifs sont déportés depuis le ghetto de Międzyrzec, avec au moins 150 Juifs tués par la police. Le ghetto de Międzyrzec évacué, est à nouveau rempli de déportés le 14 et le 16 octobre, déportés envoyés à Treblinka les 27 octobre et 7 novembre. Le 6 novembre 1942, 700 Juifs sont amenés au ghetto de Łuków depuis Kock, où de nombreuses exécutions ont lieu. Le 7, 3 000 Juifs sont déportés de Łuków à Treblinka, 40 à 50 Juifs étant tués dans le village. Le 11 novembre, le bataillon en assassine 200 autres. Des exécutions ont eu lieu à nouveau le 14 novembre 1942.
Afin de pouvoir prétendre que la région est « exempte de Juifs », les forêts sont fouillées à l'automne 1942. Lors d'une « action » en octobre 1942 dans la région de Parczew, 50 Juifs sont tués, et 500 sur toute la zone opérationnelle du bataillon. Au printemps 1943, une autre « action » a lieu au cours de laquelle le bataillon ratisse les forêts de Parczew. 100 à 200 Juifs et Russes sont découverts et immédiatement exécutés. L'unité mène aussi des mesures contre les « travailleurs juifs » déployés dans les fermes de la région : on vérifie s'il se trouve parmi eux des Juifs qui ont fui les déportations. Par ailleurs, on tue ceux dont le propriétaire foncier n'a plus besoin. Au cours de ces opérations, que les membres du bataillon appellent les « chasses aux Juifs», les forces de police assassinent un total d'environ 1 000 personnes.
Le 1er mai 1943, le bataillon liquide le ghetto de Międzyrzec. 3 000 à 5 000 Juifs sont déportés à Majdanek et à Treblinka. Un millier d'autres sont conduits à Majdanek le 26 mai, il n'en reste que 200 dans le ghetto. Environ 20 à 30 d'entre eux réussissent à s'échapper, 170 sont tués le 27 juillet  En novembre 1943, le bataillon est à Lublin. Le 3 novembre 1943 commence l'opération Erntefest. On expulse 13 000 Juifs des camps de travail de Lublin et ses environs vers le camp de concentration voisin de Majdanek, portant la population des détenus à 16 500 - 18 000. L'assassinat des Juifs déplacés commence alors avec la participation du bataillon.
Le lendemain, le 4 novembre 1943, le bataillon est transféré au camp de Poniatowa, tuant 14 000 Juifs.
Le bataillon est ensuite utilisé contre les partisans et au front, subissant de lourdes pertes.

## Membres connus du bataillon
Les quatre membres du bataillon suivants sont mentionnés par Browning dans son livre, tous les autres noms sont des pseudonymes :
- Major Wilhelm Trapp (de) (1889–1948), commandant du bataillon en septembre 1939
- Capitaine Julius Wohlauf (de) (1913–2002), commandant de la 1ère compagnie[30]
- Oberleutnant Hartwig Gnade, commandant de la 2e compagnie
- Capitaine Wolfgang Hoffmann (1914-1989), commandant de la 3e compagnie

## Enquête sur crimes de guerre
En 1948, des poursuites sont engagées en Pologne contre le commandant du bataillon, un commandant de compagnie, un sergent principal et un autre membre du bataillon 101. Les accusés sont extradés et remis aux Polonais. A Siedlce, le 6 juillet 1948, se tient un procès pour l'exécution de 78 Polonais, débouchant sur deux condamnations à mort, dont le commandant du bataillon, et deux autres condamnations à des peines de trois et huit ans de prison.
À partir de 1958, des membres du bataillon ont fait l'objet d'une enquête en République fédérale d'Allemagne, dont 14 sont finalement inculpés. Le procès devant le tribunal régional de Hambourg s'achève en avril 1968 avec cinq condamnations et six verdicts de culpabilité. En appel, deux condamnations sont converties en verdict de culpabilité sans imposer de peine, et les peines infligées à deux accusés sont réduites.

## Documentaire
Le film documentaire Das radikal Böse de Stefan Ruzowitzky tente, sur la base du récit de Christopher Browning, de sonder la motivation psychologique des membres du Bataillon à participer aux meurtres ou, comme quelques-uns, à refuser.
Un documentaire de la ZDF Täter ohne Reue (« Responsables sans remords ») traite également du bataillon 101 de la police de réserve, et de la question de savoir comment les circonstances influencent le comportement des auteurs.